# ديفيد كوبرفيلد (فلم)
ديفيد كوبرفيلد (بالإنجليزية: David Copperfield) هو فيلم دراما تم إنتاجه في الولايات المتحدة وصدر في سنة 1935. الفيلم من إخراج جورج كوكور وكتابة تشارلز ديكنز.

## بطولة
- لايونيل باريمور

### ترشيحات وجوائز
| السنة | الحدث  | الفئة     | النتيجة |
| ----- | ------ | --------- | ------- |
| 1935  | أوسكار | أفضل فيلم | ترشـيـح |

## الميزانية والإيرادات
بلغت تكلفة إنتاج الفيلم حوالي 1,073,000 دولار بينما حقق أرباحا تقدر بـ 1,621,000 (Domestic earnings), 1,348,000 (Foreign earnings) دولار.

## وصلات خارجية
- مقالات تستعمل روابط فنية بلا صلة مع ويكي بيانات

1. ↑  "معلومات عن ديفيد كوبرفيلد (فيلم) على موقع netflix.com". netflix.com. مؤرشف من الأصل في 2020-04-07.
2. ↑  "معلومات عن ديفيد كوبرفيلد (فيلم) على موقع britannica.com". britannica.com. مؤرشف من الأصل في 2018-09-09.
3. ↑  "معلومات عن ديفيد كوبرفيلد (فيلم) على موقع ssl.ofdb.de". ssl.ofdb.de. مؤرشف من الأصل في 2020-07-21.